# Federico Delpino

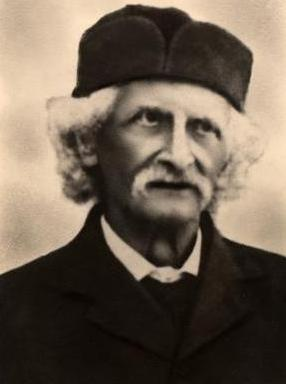
Federico Delpino

Giacomo Giuseppe Federico Delpino (* 27. Dezember 1833 in Chiavari, Ligurien; † 1905 in Neapel) war ein italienischer Botaniker. Sein offizielles botanisches Autorenkürzel lautet „Delpino“.

## Leben und Wirken
Federico Delpino studierte Mathematik in Genua. Er unternahm 1851 eine kurze botanische Reise nach Konstantinopel und Odessa und trat dann in das Verwaltungsfach. 1864 begann er, die Blüteneinrichtungen der Schwalbenwurzgewächse Asclepiadaceae und ihre Bestäubung durch Insekten zu studieren und machte eine Anzahl der überraschendsten Entdeckungen.
Hierauf untersuchte er in derselben Richtung auch andere Pflanzenfamilien und widmete sich, als er von Filippo Parlatore (1816–1877) in Florenz zum Assistenten ernannt wurde, vollständig der Botanik.
1871 erhielt er die naturgeschichtliche Professur an der Forstakademie in Vallombrosa, und 1873 unternahm er eine Weltumseglung auf der Fregatte Giuseppe Garibaldi, kehrte aber schon 1874 von Brasilien nach Italien zurück, wo er im folgenden Jahr die Professur der Botanik an der Universität Genua erhielt. Im Jahr 1886 wurde er zum Mitglied der Leopoldina gewählt.
Sein stark teleologisch geprägter Ansatz wurde schon in seiner Zeit nicht mehr geteilt.
Delpino hat die biologische Kenntnis der Pflanzen besonders im Hinblick auf die Blütenbiologie gefördert. Er gilt heute neben Hermann Müller, mit dem er intensiven Austausch pflegte, als bedeutendster Blütenökologe dieser Zeit. Auf diesem Gebiet war er wichtiger Korrespondenzpartner von Charles Darwin. Er schuf eine Klassifikation der Blütentypen in Bezug auf ihre Bestäuber. Viele der von ihm geprägten Begriffe sind heute noch in Gebrauch.

## Werke
- Sugli apparecchi della fecondazione nelle diante antocarpee (Flor. 1867)
- Ulteriori osservazioni sulla dicogamia nel regno vegetale (1868)
- Sulla darwiniana teoria della pangenesi (Tur. 1869)
- Ulteriori osservazioni e considerazioni sulla dicogamia nel regno vegetale.2(IV) Delle piante zoidifile. (1874)